# Kortstjärtad lärka
Kortstjärtad lärka (Spizocorys fremantlii) är en fågel i familjen lärkor inom ordningen tättingar. Den förekommer i gräsmarker i östra Afrika. Beståndet anses vara livskraftigt.

## Utseende och läte
Kortstjärtad lärka är en udda lärka med karakteristiskt kort stjärt och stor näbb. Notera även den svarta "tåren" under ögat. Fjäderdräkten varierar geografiskt, från sandbrun i norr till mörkbrun i söder. Arten liknar något lagerlärka, men har större näbb, kortare stjärt och saknar huvudtofs. Sången består av korta serier med böjda visslingar, medan det typiska lätet är en nasal vissling.

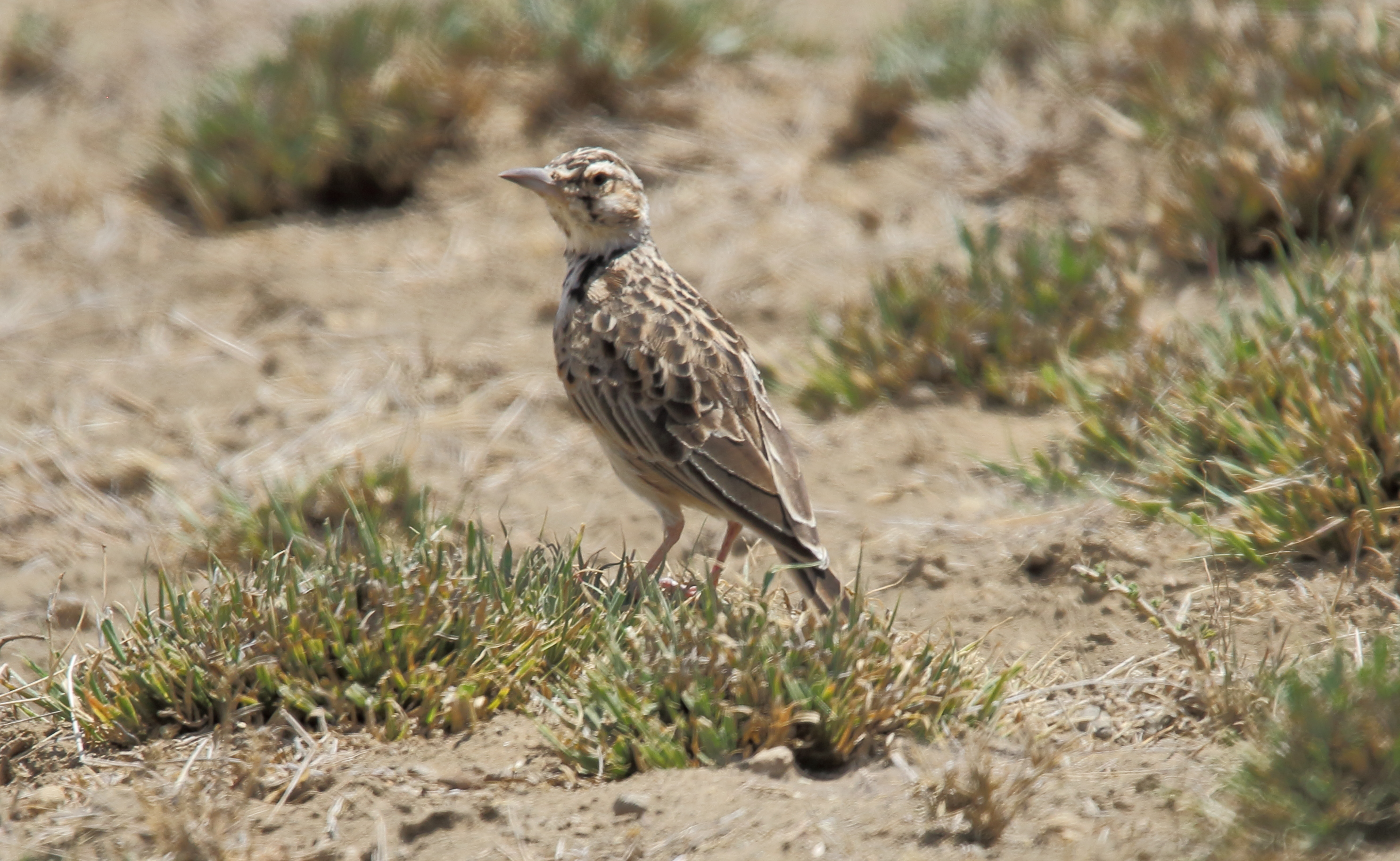

## Utbredning och systematik
Kortstjärtad lärka delas in i tre underarter med följande utbredning:
- Spizocorys fremantlii fremantlii – förekommer i  sydöstra Etiopien och Somalia.
- Spizocorys fremantlii megaensis – förekommer i södra Etiopien och norra Kenya.
- Spizocorys fremantlii delamerei – förekommer från södra Kenya till norra Tanzania.

### Släktestillhörighet
Tidigare placerades den som enda art i släktet Pseudalaemon, men inkluderas numera i Spizocorys efter DNA-studier. Arten är närmast släkt med arterna tårlärka och obbialärka.

## Levnadssätt
Kortstjärtad lärka hittas i torra och kortväxta gräsmarker, vanligen i savannmiljöer. Den påträffas generellt i småflockar.

## Status och hot
Arten har ett stort utbredningsområde och en stor population med stabil utveckling och tros inte vara utsatt för något substantiellt hot. Utifrån dessa kriterier kategoriserar internationella naturvårdsunionen IUCN arten som livskraftig (LC). Världspopulationen har inte uppskattats men den beskrivs som vanlig, i Somalia ibland mycket vanlig.

## Namn
Fågelns vetenskapliga artnamn hedrar Guy Fremantle (född 1867), major i British Army och verksam som samlare av specimen i Somaliland 1897. På svenska har den även kallats skägglärka.